# Serixia trigonocephala
Serixia trigonocephala là một loài bọ cánh cứng trong họ Cerambycidae.